# Amt Bütthard
Das Amt Bütthard war ein Amt des Hochstifts Würzburg.

## Funktion
In der Frühen Neuzeit waren Ämter eine Ebene zwischen den Gemeinden und der Landesherrschaft. Die Funktionen von Verwaltung und Rechtsprechung waren hier nicht getrennt. Dem Amt stand ein Amtmann vor, der von der Landesherrschaft eingesetzt wurde. Es war gleichzeitig Zentamt, also Hochgerichtsbezirk.

## Geschichte
Von Ulrich IV. von Hanau kam Burg und Amt Büttert im Tausch gegen die zweite Hälfte des Gerichtes Schlüchtern am 12. Januar 1377 zum Hochstift Würzburg.
Die Statistik des Hochstiftes Würzburg von 1699 nennt 243 Untertanen in 7 Dörfern. Als jährliche Einnahmen des Hochstiftes aus dem Amt wurden abgeführt: Schatzung: 145 Reichstaler, Akzise und Ungeld: 410 fl und Rauchpfund: 297 Pfund.
Nach dem Übergang an Kurpfalz-Bayern 1802 wurde das Amt aufgelöst und die Orte dem Landgericht Röttingen zugeordnet.

## Umfang
Am Ende des HRR bestand das Amt aus dem Markt Bütthard und den Orten Euerhausen, Gaubüttelbrunn, Gützingen, Höttingen, Oeßfeld und Tiefenthal.
Zur Cent gehörten die Amtsorte außer Gaubüttelbrunn (Gaubüttelbrunn war früher Kammerdorf gewesen und aufgrund seiner Lage dem Amt zugeordnet worden) sowie Allersheim, Bernsfelden, Büttelborn, Bohwiesen, Dechsheim, Egenburg, Gaurettersheim, Hof Lilach, Kirchheim, Regshausen, Milgband, Ober- und Unterwittighausen, Most, Popenhausen, Riedermühl, Rödelsee und Summeringen.
Das Zentgericht wurde außerhalb der Stadt unter einer Linde gehalten. Die Richtstätte befand sich auf dem Galgenberg. Als Flurnamen weisen zwei Flurstücke „Galgen“, etwa 1400 Meter nordwestlich der der Ortsmitte darauf hin.

## Amtshaus
Im 18. Jahrhundert wurde das würzburgische Amtshaus (heutige Adresse: Raiffeisenstraße 8) erbaut. Es handelt sich um einen zweigeschossigen, verputzten Mansardwalmdachbau mit geohrten Fensterrahmungen. Es steht als Baudenkmal unter Denkmalschutz.